# Ghost Rider
 Denne artikel omhandler filmen Ghost Rider. Opslagsordet har også en anden betydning, se Ghost Rider (flertydig).
Ghost Rider er en amerikansk overnaturlig superheltefilm fra 2007. Filmen er skrevet og instrueret af Mark Steven Johnson og baseret på karakteren af samme navn, som udkom fra Marvel Comics. Figuren Ghost Riders første optræden var i 1972. Filmen havde premiere d. 16. februar 2007 i USA og blev distribueret af Columbia Pictures.

## Handling
Da Johnny Blaze er teenager, sætter han sit navn på Djævlens kontrakt for at redde sin far fra en kræftsygdom, blot for at blive narret af Djævelen, fordi hans far omkommer i en ulykke. Mephistopeles kræver kontrakten overholdt – Johnny Blaze forvandles til Ghost Rider, Djævlens dusørjæger. Han skal indfange Blackheart og andre oprørske dæmoner, og jagten efterlader et spor af død og ødelæggelse.

## Medvirkende
- Nicolas Cage som John ″Johnny″ Blaze/Ghost Rider
  - Matt Long som ung Johnny
- Eva Mendes som Roxanne Simpson
  - Raquel Alessi som ung Roxanne
- Peter Fonda som Mephistopheles
- Wes Bentley som Blackheart / Legion
- Sam Elliott som Carter Slade/Phantom Rider/Caretaker
- Brett Cullen som Barton Blaze
- Donal Logue som Mack
- Matt Norman som Team Blaze
- David Roberts som Captain Dolan
- Rebel Wilson som Girl in Alley